# EPRON
Die Expedition für Unterwasserarbeiten besonderer Bedeutung (EPRON) (russisch Экспедиция подводных работ особого назначения, ЭПРОН) war eine staatliche Organisation der UdSSR, deren Aufgabe die Hebung von Schiffswracks und gesunkenen U-Booten war.
Die Organisation wurde 1923 gegründet und war anfänglich der Gemeinsamen Staatlich-Politischen Hauptverwaltung (russisch: Объединенное государственное политическое управление – ОГПУ) beim Rat der Volkskommissare unterstellt. Anlass für die Gründung war die Suche nach dem Wrack des Dampfschiffes SS Prince vor Balaklawa. An Bord der 1854 gesunkenen Prince wurde eine große Menge Gold vermutet.
Im Jahr 1931 erfolgte die Unterstellung unter das Volkskommissariat für Verkehr und Nachrichtenwesen (russisch: Народный комиссариат путей сообщения – НКПС oder Наркомпуть), 1936 unter das Volkskommissariat für Schifffahrt und 1939 das Volkskommissariat der Seekriegsflotte. 1941 gehörten zur EPRON mehr als 3.000 Mitarbeiter. Abteilungen der EPRON bestanden in Leningrad, Archangelsk, Odessa, Baku, Noworossijsk, Tuapse, Kertsch, Astrachan, Wladiwostok und Chabarowsk. Insgesamt wurden bis zu diesem Zeitpunkt 450 zivile und militärische Schiffe mit einer Verdrängung von rund 210.000 t gehoben und 188 havarierte Schiffe geborgen. Im Jahr 1929 wurde die Organisation mit dem Orden des Roten Banners der Arbeit ausgezeichnet.
Zu Beginn des Großen Vaterländischen Krieges wurde die Organisation der Seekriegsflotte unterstellt und zum Havarie- und Bergungsdienst der Flotte (ab 1979 Such- und Rettungsdienst) umgegliedert. Während des Krieges wurde 745 Schiffen Unterstützung in Notfällen gewährt. 840 Schiffe wurden von Untiefen geborgen und mehr als 1920 Wracks verschiedener Größen mit einer Gesamtverdrängung von mehr als einer Million Tonnen gehoben.
Im Jahr 1934 wurde auf Empfehlung von Akademiemitglied A. N. Krylow Ruben Orbeli zur Mitarbeit bei der EPRON gewonnen, der die Grundlagen für die Unterwasserarchäologie in der UdSSR legte.
Am 11. August 1941 wurde auf Anweisung des Volkskommissariats der Seekriegsflotte bei der Aufklärungsabteilung der Baltischen Flotte unter Hinzuziehung von Teilen der EPRON die Einheit zur besonderen Verwendung gebildet (russisch: Рота особого назначения – РОН). Die Einheit bestand aus 146 Soldaten und Tauchern, die eine spezielle Vorbereitung an der Medizinischen Akademie der Seekriegsflotte erhielten. Die Einheit wurde 1945 aufgelöst.